# Sách báo khiêu dâm

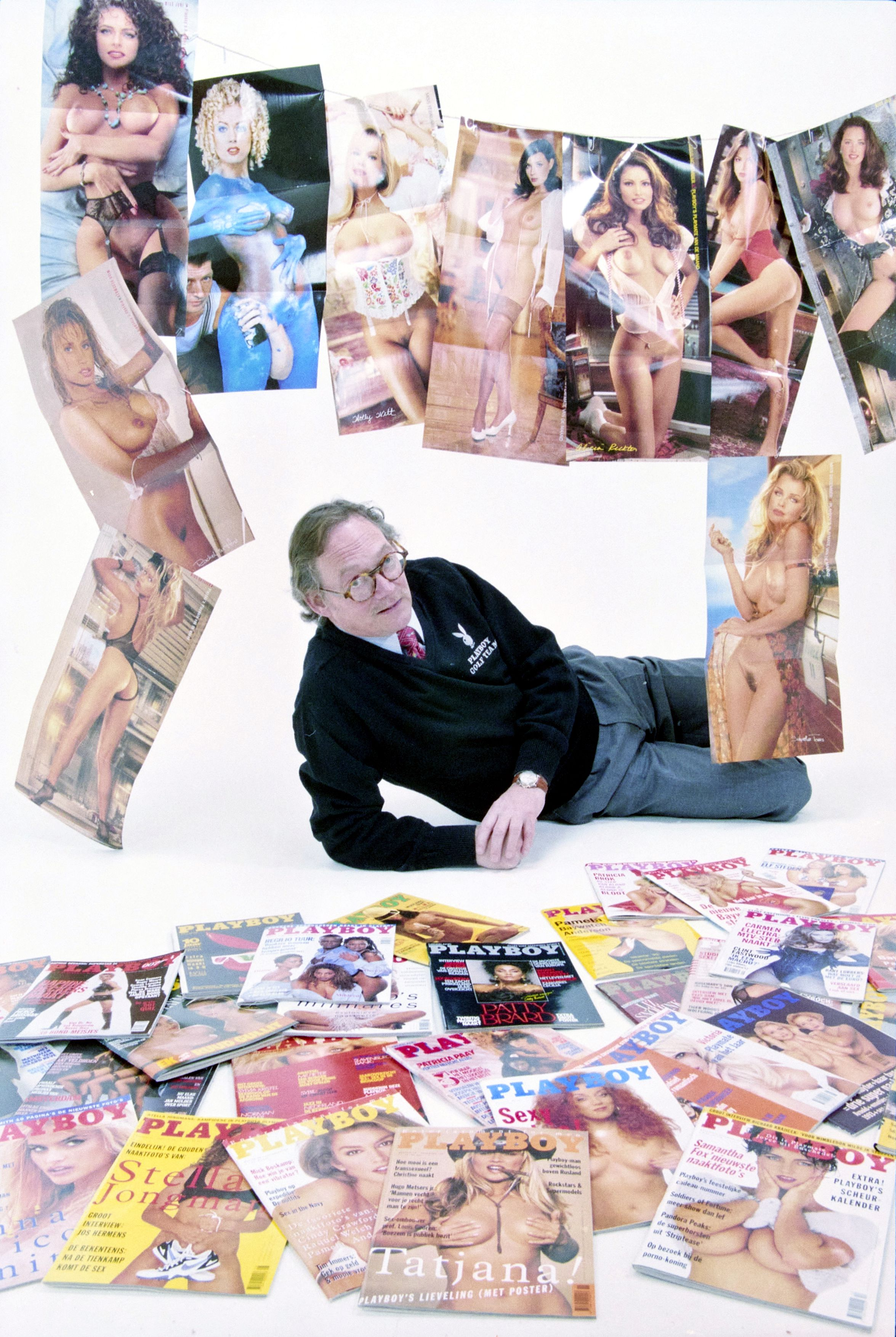
Playboy

Sách báo khiêu dâm là những văn hóa phẩm có thể khơi lên lòng ham muốn tình dục đối với người đọc nó.

## Phân biệt và nhầm lẫn
Sự nhầm lẫn về thể loại thường xảy ra giữa sách báo khiêu dâm và những tác phẩm nghệ thuật.
Thực chất việc phân biệt sách báo khiêu dâm rất khó và chưa có một chuẩn mực chung nhất nào để phân loại nó bởi ham muốn tình dục của những người đọc rất khác nhau (Nam giới, nữ giới, người đồng tính nam, người đồng tính nữ, người mất khả năng tình dục, người vô cảm với tình dục...)
Tuỳ từng người với sự nhận thức của họ mà có thể nhầm lẫn giữa một tác phẩm nghệ thuật là sách báo khiêu dâm và ngược lại (ví dụ có người coi tranh "thời kỳ phục hưng" là "sách báo khiêu dâm").

## Quan điểm ở các quốc gia
Nhiều quốc gia cấm xuất bản sách báo khiêu dâm bởi chúng vi phạm đạo đức xã hội, gây ảnh hưởng xấu đến nền tảng đạo đức - văn hóa, tạo nguy cơ gây mất an ninh của quốc gia đó (ví dụ như làm gia tăng tội phạm hiếp dâm). Hầu hết các quốc gia châu Á, châu Phi đều cấm sách báo khiêu dâm (trừ một ngoại lệ là Nhật Bản). Việt Nam cũng cấm phát hành sách báo khiêu dâm dưới mọi hình thức, mặt khác một số ISP còn ngăn chặn bằng tường lửa đối với các trang web có nội dung khiêu dâm.
Một số quốc gia khác (chủ yếu là ở châu Âu và Bắc Mỹ) thì cho phép tự do xuất bản sách báo khiêu dâm bởi cho rằng đó là quyền tự do của con người, có nhu cầu đọc, xem thì có xuất bản. Tuy nhiên các quốc gia này đều yêu cầu các loại sách báo khiêu dâm, hoặc dính dáng chút ít đến khiêu dâm thì phải có dấu hiệu riêng để các bậc phụ huynh cấm con cái mình đọc. Trên các trang web đăng tải sách báo khiêu dâm ở các nước này thường phải có phần cam kết người xem trên 18 tuổi, tuy nhiên cam kết trên này các trang web thường chỉ là hình thức, vì không thể xác minh người xem có thực sự trên 18 tuổi hay không. Do sự phát triển của internet nên hiện nay không ít trẻ em đã có thể dễ dàng tiếp cận với sách báo khiêu dâm, dẫn tới nguy cơ lớn về ảnh hưởng tiêu cực tới xã hội.

## Xuất bản
Phần nhiều sách báo khiêu dâm ngày nay xuất bản qua Internet, phần còn lại in trên giấy dưới dạng tạp chí. Playboy là một tạp chí khiêu dâm nổi tiếng trên thế giới dành cho nam giới.